# روبرت الكسندر أندرسون
روبرت الكسندر أندرسون هو سياسي كندي، ولد في 14 أغسطس 1858، وتوفي في 5 ديسمبر 1916. انتخب عمدة فانكوفر (1894 – 1894).